# Thysanopyga deprivata
Thysanopyga deprivata är en fjärilsart som beskrevs av W. Warren 1909. Thysanopyga deprivata ingår i släktet Thysanopyga och familjen mätare. Inga underarter finns listade i Catalogue of Life.